# Mae Giraci
Mae Giraci (née le 22 janvier 1910 à Los Angeles,  et morte le 10 janvier 2006 dans la même ville) est une actrice américaine de la période du cinéma muet, qui a tourné essentiellement lorsqu'elle était enfant.

## Filmographie
- 1915 : The Crest of Von Endheim
- 1916 : Terrible adversaire (Reggie Mixes In) de Christy Cabanne
- 1916 : The Fall of a Nation (en) de Thomas F. Dixon Jr.
- 1916 : Casey at the Bat (en) de Lloyd Ingraham
- 1916 : Idle Wives (en) de Phillips Smalley et Lois Weber
- 1916 : Children of the Feud de Joseph Henabery
- 1916 : The House Built Upon Sand (en) d'Edward Morrissey
- 1918 : Till I Come Back to You de Cecil B. DeMille
- 1919 : Pour le meilleur et pour le pire (For Better, for Worse) de Cecil B. DeMille
- 1919 : Une idylle dans la tourmente (The World and its Woman) de Frank Lloyd
- 1919 : Jinx de Victor Schertzinger
- 1920 : Le Fils de Tarzan (The Son of Tarzan) de Arthur J. Flaven et Harry Revier
- 1921 : Sa fille (en) (Reputation), de Stuart Paton
- 1921 : The Faith Healer de George Melford
- 1921 : Lulu Cendrillon (Miss Lulu Bett) de William C. de Mille
- 1922 : Lorna Doone de Maurice Tourneur
- 1924 : Secrets de Frank Borzage
- 1928 : La Fille sans dieu (The Godless Girl)  de Cecil B. DeMille